# Lia Weller
Lia Weller (geb. 14. August 1976 in São Paulo) ist eine brasilianisch-österreichische Sängerin, Songwriterin und Musikproduzentin, die durch ihre Teilnahme bei der Castingshow Starmania im Jahr 2008 bekannt wurde.

## Leben
Kurz nach Starmania erhielt sie nach starker Favorisierung einen Plattenvertrag von DEAG/Warner Music Germany und veröffentlichte daraufhin ihre erste Download-Single Didn’t We Almost Have It All, eine Coverversion des Songs von Whitney Houston, die Platz 58 der österreichischen Charts erreichte. Weller ist ebenfalls in Brasilien bei verschiedenen Movie Soundtracks und Telenovelas vertreten.
Seit 2011 arbeitet sie mit renommierten DJs und tourt durch Europa unter anderem auf Ibiza und in der Schweiz.
Am 12. Februar 2016 nahm sie an der österreichischen Vorentscheidung zum Eurovision Song Contest 2016 teil.

## Diskografie

### Singles
- 2008: Didn’t We Almost Have It All
- 2009: Don't Wanna Miss
- 2009: Swing Low (feat. Leo Aberer)
- 2010: From New York to L.A.
- 2012: Falling in Love (feat. Paul Lomax)
- 2013: Live it Up (feat. Kaizer)
- 2016: Runaway